# Pisadeira
La pisadeira o pesadeira o es un mito que se presenta principalmente en São Paulo y parte de Minas Gerais.

## Aspecto
Por lo general se describe como una mujer muy delgada, con dedos largos y secos, uñas enormes, sucias y amarillentas. Tiene patas cortas, pelo hirsuto, enormes, la nariz arqueada como un halcón. Los ojos son de color rojo fuego, malignas y de ancho. El mentón es revocada siempre y amplia boca abierta con dientes y pone verde. Nunca se ríe, da carcajadas. Una carcajada estridente y horrible.
Vive por los tejados, siempre al acecho. Cuando una persona cena y se va a dormir con el estómago lleno, acostándose con la barriga hacia arriba, la Pisadeira entra en acción. Desciende de su escondite y se sienta o pisa el pecho de la víctima que entra en un estado comatoso, consciente de lo que sucede a su alrededor, pero es impotente e incapaz de cualquier reacción.

## En obras de ciencia ficción
La leyenda de Pisadeira se utilizó como inspiración para crear uno de los personajes mutantes de la telenovela en Rede Record Os Mutantes-Caminhos do Coração, la mutante Pisadeira, interpretada por la actriz Zulma Mercadante. Esta mutante tiene el poder de neutralizar los poderes mutantes de otros personajes, así como el mutante Jane también de "Os Mutantes" y matar a gente caminando sobre ellas. La apariencia es como en las leyendas.